# داويل (هير أردبيل)
داویل (بالفارسية: دویل) هي منطقة سكنية تقع في إيران في قسم هير الريفي. يقدر عدد سكانها بـ 184 نسمة .